# 碳酸镝
碳酸镝是一种无机化合物，化学式为Dy2(CO3)3。

## 制备
碳酸镝可由碳酸氢铵沉淀法制备。

## 化学性质
碳酸镝可溶于酸，放出二氧化碳：
Dy2(CO3)3 + 6 H+ → 2 Dy3+ + 3 H2O + 3 CO2↑
碳酸镝在高温下分解，生成氧化镝：
Dy2(CO3)3 → Dy2O3 + 3 CO2↑